# Уотсон, Колум
Колум Уотсон (англ. Callum Watson; 6 октября 1989 года, Сидней) — австралийский лыжник, участник Олимпийских игр в Сочи. Брат лыжницы Эйми Уотсон.
В Кубке мира Уотсон дебютировал 13 декабря 2008 года, всего стартовал в 50-ти гонках в рамках Кубка мира, но не поднимался в них выше 36-го места и кубковых очков не завоёвывал. Более успешно выступает в Австрало-Новозеландском кубке, где трижды побеждал в общем итоговом зачёте, в сезонах 2010/11, 2011/12 и 2012/13.
На Олимпийских играх 2014 года в Сочи показал следующие результаты: 15 км классическим стилем - 75-е место, скиатлон - 60-е место, спринт - 85-е место и командный спринт - 21-е место.
За свою карьеру принимал участие в трёх чемпионатах мира, лучший результат 13-е место в эстафете на чемпионате мира 2009 года, в личных гонках не поднимался выше 51-го места.
Использует лыжи производства фирмы Fischer.